# Trimalaconothrus binodulus
Trimalaconothrus binodulus är en kvalsterart som beskrevs av Yamamoto och Coetzee 2004. Trimalaconothrus binodulus ingår i släktet Trimalaconothrus och familjen Malaconothridae. Inga underarter finns listade i Catalogue of Life.